# Dolomitenbahn
Die Dolomitenbahn (italienisch Ferrovia delle Dolomiti), auch Ampezzaner Bahn genannt, war eine knapp 65 Kilometer lange Schmalspurbahn, welche die Ortschaften Toblach (Südtirol) und Calalzo (Venetien, Provinz Belluno) miteinander verband. Sie stellte damit eine Querverbindung zwischen der normalspurigen Pustertalbahn und der ebenfalls normalspurigen Bahnstrecke Belluno–Calalzo dar, bedeutendste und größte Zwischenstation der Bahn war der bekannte Wintersport- und Olympia-Ort Cortina d’Ampezzo.
Auf der Trasse der ehemaligen Bahn verläuft heute der Radfernwanderweg Langer Weg der Dolomiten.

## Geschichte
Die Dolomitenbahn entstand im Verlauf des Ersten Weltkriegs, um die damals an der dort verlaufenden Frontlinie (sogenannte Dolomitenfront) stationierten Einheiten der beiden Kriegsteilnehmer Österreich-Ungarn und Italien (welche sich seit dem 23. Mai 1915 miteinander im Krieg befanden) mit Material und Nachschub versorgen zu können. Es handelte sich zunächst um zwei getrennte Bahnlinien, die beide ausschließlich militärischen Zwecken dienten.
Von Norden her erbaute das österreichische Militär im Jahr 1915 zunächst eine motorbetriebene k.u.k Heeres-Feldbahn zwischen der Pustertalbahn und der bereits seit 1891 bestehenden Festung Höhlenstein (auch Sperre Höhlenstein oder Fort Höhlenstein, italienisch: Landro), sie wurde in 700 Millimeter Spurweite ausgeführt und mit Benzinlokomotiven betrieben. Zu Beginn des Ersten Weltkriegs war diese Festung jedoch bereits total veraltet und wurde deshalb am 5. Juli 1915 desarmiert, Höhlenstein diente fortan als Infanteriestützpunkt und Nachschubdepot. Die ursprüngliche Siedlung Höhlenstein war hingegen bereits zu Beginn des Krieges evakuiert und gesprengt worden, um das im Kriegsfall erwartete Schussfeld Richtung Cristallogruppe und Schluderbach (italienisch: Carbonin) freizumachen, die Feldbahn diente also ausschließlich der Versorgung der dort befindlichen militärischen Anlagen.
Von Süden her errichtete von Calalzo ausgehend gleichzeitig auch der Kriegsgegner Italien eine militärische Feldbahn, sie wurde jedoch in der Spurweite von 750 Millimetern ausgeführt und mit Dampflokomotiven betrieben. Diese Bahn führte das Cadore hinauf in Richtung der Staatsgrenze zu Österreich-Ungarn (welche damals südlich von Cortina, beim heutigen Weiler und früheren Haltepunkt „Dogana Vecchia“ verlief – das ladinisch- und italienischsprachige Gebiet um Cortina gehörte damals noch zu Tirol).
Mit dem Vorrücken des österreichischen Militärs in Richtung Süden (Zusammenbruch der italienischen Dolomitenfront im Herbst 1917) wurden die beiden Bahnstrecken noch im Laufe des Jahres 1917 unter österreichischer Regie miteinander verbunden (Lückenschluss über die Passhöhe Im Gemärk und Anbindung von Cortina d’Ampezzo), gleichzeitig wurden dabei außerdem die beiden bereits bestehenden Abschnitte von 700 Millimetern (österreichischer Abschnitt) bzw. 750 Millimetern (italienischer Abschnitt) auf die in Österreich-Ungarn weit verbreitete sogenannte Bosnische Spurweite von 760 Millimetern umgespurt (der neue Abschnitt über den Pass und durch das Valle d’Ampezzo war hingegen bereits von Anfang an in dieser Spurweite ausgeführt). Die jetzt durchgehende Strecke war somit vorübergehend komplett in österreichischer Gewalt und diente der Versorgung der österreichischen Front bei Belluno.
Am 3. November 1918 vereinbarten die beiden Kriegsgegner Österreich-Ungarn und Italien schließlich den Waffenstillstand von Villa Giusti. Daraufhin besetzten italienische Truppen nicht nur die zuvor verlorenen Gebiete im eigenen Land (die Dolomitenbahn betreffend also das Cadore), sondern auch Teile von Tirol, nämlich Welschtirol (die heutige autonome Provinz Trient) und Südtirol (die heutige autonome Provinz Bozen – Südtirol).
Damit befand sich fortan auch die gesamte Dolomitenbahn unter italienischer (Militär-)Besatzung (Südtirol und die Gegend um Cortina gehörten damals vorerst zur Provinz Trient. Cortina wurde dann aber 1923 zur Provinz Belluno in Venetien geschlagen.). Mit dem Vertrag von Saint-Germain (unterschrieben am 10. September 1919, in Kraft getreten am 16. Juli 1920) kamen die beiden späteren Provinzen Trient und Bozen dann schließlich auch offiziell zu Italien.

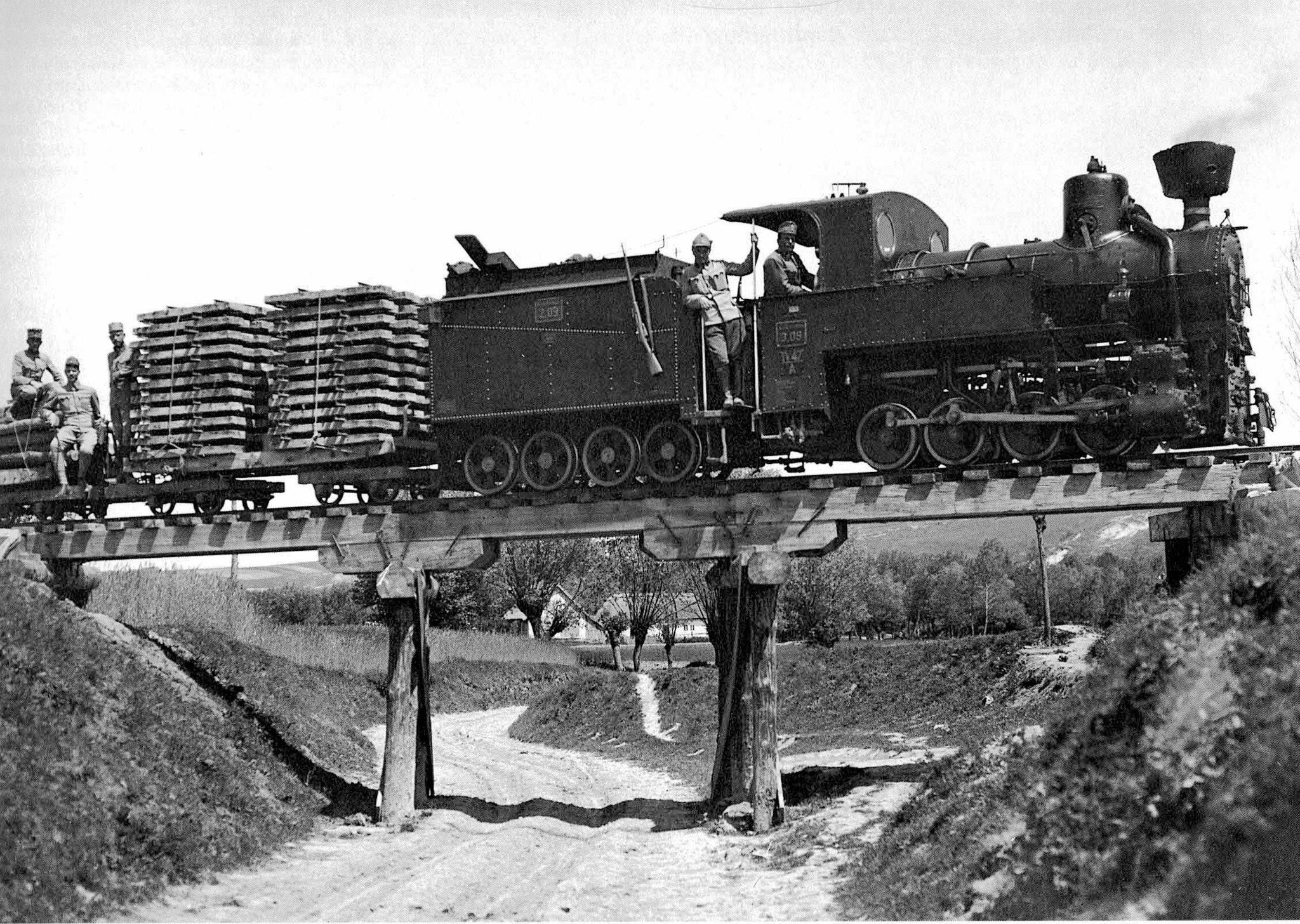
Lokomotiven der Baureihe 3 der k.u.k. Feldbahnen leisteten bis zur Elektrifizierung Dienst

Im Hinblick auf die geplante Aufnahme des zivilen Personenverkehrs wurde die Dolomitenbahn dann in den Jahren 1919 bis 1921 ein weiteres Mal umgespurt, dieses Mal auf 950 Millimeter (auch italienische Meterspur genannt) und nahm schließlich am 1. Juni 1921 den Betrieb auf (zunächst ausschließlich Dampfbetrieb). Sämtliche dabei anfallenden Arbeiten mussten von Österreich als Reparationsleistungen finanziert werden (im Rahmen des Vertrags von Saint-Germain).
Im Gegensatz zur früheren Feldbahn wurde die neue 950-Millimeter-Strecke im Norden jetzt jedoch im Bahnhof Toblach mit der Pustertalbahn verknüpft, die alte Trasse der 1915 erbauten Militärfeldbahn Richtung Niederdorf wurde nach dem Ersten Weltkrieg aufgelassen.

## Streckenverlauf
Nördlicher Ausgangspunkt der Bahn war der Bahnhof Toblach an der Pustertalbahn, welcher sich etwas südlich im Ortsteil Neu-Toblach (Dobbiaco Nuovo) und damit außerhalb der namensgebenden Ortschaft befindet. Während die Pustertalbahn in Ost-West-Richtung verläuft, wandte sich die Dolomitenbahn unmittelbar nach dem Beginn der Strecke in südliche Richtung und folgte dem Höhlensteintal bergauf. Zunächst passierte sie dabei den Toblacher See, im weiteren Verlauf den Soldatenfriedhof Nasswand (Sorgenti), die Festung Höhlenstein (Landro) sowie den Dürrensee (Lago di Landro). Ab Schluderbach (Carbonin) begann für die Bahn eine steilere Rampe hinauf zur Passhöhe Im Gemärk (Passo Cimabanche), wo die Strecke ihren höchsten Punkt erreichte.
Etwa einen Kilometer vor dem Kulminationspunkt passierte sie dabei außerdem die Bezirksgrenze zwischen der heute autonomen Region Trentino-Südtirol und der Region Venetien. Diese ist zugleich auch die Provinzgrenze zwischen der autonomen Provinz Bozen – Südtirol und der Provinz Belluno. Sie stellt darüber hinaus auch die regionale Sprachgrenze zwischen der italienischen Sprache und der deutschen Sprache dar. Dies hatte zur Folge, dass bei der Dolomitenbahn nördlich der Sprachgrenze zweisprachige Stationsbezeichnungen verwendet wurden, südlich davon jedoch nur die italienischen Bezeichnungen.
Auf der besiedelten Passhöhe befand sich unmittelbar im Bereich des Kulminationspunkts auch ein Bahnhof, welcher der Erschließung des Weilers Cimabanche sowie als Kreuzungsbahnhof diente. Ab dort folgte die Bahn, ab hier stetig abwärts führend, dem Tallauf des Valle d’Ampezzo weiter nach Cortina d’Ampezzo, der größten und bekanntesten Ortschaft an der Strecke. Zwischen Acquabona und Chiapuzza passiert die Strecke beim Weiler Dogana Vecchia (deutsch: „Altes Zollhaus“) die ehemalige Staatsgrenze zwischen Österreich-Ungarn und Italien, die bis zum 16. Juli 1920 existierte. Etwa ab dort wendet sie sich in östliche Richtung.
Über San Vito führte sie schließlich das Cadore weiter talabwärts um, inklusive zweier kürzerer Gegensteigungen, schließlich den Endpunkt Calalzo am Lago di Cadore zu erreichen. Dort bestand Anschluss an die heute noch betriebene Normalspurstrecke der Trenitalia Richtung Belluno beziehungsweise Treviso.

## Trassierung
Die Trasse der Dolomitenbahn war für eine Schmalspurbahn sehr aufwändig geplant und wurde auch in den Ortsdurchfahrten stets unabhängig von der Straße geführt. Seit 1928 gehört die parallel verlaufende Straße zum italienischen Staatsstraßennetz und trägt die Nummer 51.
Charakteristisch für die aufwändige Trassierung waren außerdem die zehn Tunnel sowie die insgesamt 40 Brücken der Bahn (davon 12 größere Viadukte), eine weitere Besonderheit war der Spitzkehrenbahnhof Calalzo (Calalzo Stazione), welcher jedoch in späteren Jahren durch den Bau einer Verbindungskurve ergänzt bzw. ersetzt wurde. Ebenfalls außergewöhnlich sind die beiden Tunnelröhren des Pezzovico-Tunnels, die ältere 192 Meter lange Röhre wurde dabei am 25. Juni 1925 durch die neuere 559,5 Meter lange Röhre ersetzt, welche fortan längster Tunnel der Bahn war.

## Betrieb
Seit 1921 (Aufnahme des Zivilbetriebs) für den Betrieb der Dolomitenbahn verantwortlich war die Gesellschaft SFD – Società Anonima per la Ferrovia delle Dolomiti. Charakteristisch für die Bahnstrecke war die unterschiedliche Nachfrage im dünn besiedelten Nordabschnitt übers Gemärk (Cortina–Toblach) im Vergleich zum wesentlich dichter besiedelten Südabschnitt durch das Ampezzaner Tal bzw. das Cadore (Cortina–Calalzo).
Dieser Gegensatz zeigt sich über die Jahre auch deutlich im Fahrplanangebot, so weist etwa der erste Fahrplan vom 1. Juni 1921 (Eröffnung des Personenverkehrs) vier Züge von Cortina nach Calalzo, drei Züge von Calalzo nach Cortina, jedoch nur ein Zugpaar zwischen Cortina und Toblach aus. Auch der Sommerfahrplan 1961 (gültig ab dem 28. Mai 1961) zeigt ein deutliches Ungleichgewicht: Neun Zügen von Cortina nach Calalzo und sogar zehn Zügen von Calalzo nach Cortina stehen nur drei Zugpaare im Nordabschnitt gegenüber.

## Elektrifizierung
In den Jahren 1927 bis 1929 wurde die Dolomitenbahn mit 2700 Volt Gleichspannung elektrifiziert. Die Gemeinden an der Bahnstrecke beteiligten sich dabei an der Finanzierung, um die gewünschte Verbesserung der Verkehrsverhältnisse zu erreichen. Die Aufnahme des planmäßigen elektrischen Betriebs erfolgte schließlich am 1. Juli 1929.

## Olympische Winterspiele in Cortina (1956)
Am 4. April 1949 bekam Cortina d’Ampezzo vom Internationalen Olympischen Komitee (IOC) die Zusage für die Durchführung der Olympischen Winterspiele 1956. Die Dolomitenbahn spielte dabei in den Vorplanungen eine wichtige Rolle, sie sollte bei diesem Großereignis der wichtigste Verkehrsträger werden. Zunächst gab es deshalb sogar Planungen, die Bahnlinie auf Normalspur umzuspuren.
Nachdem sich diese Pläne zerschlagen hatten, wurden jedoch eine Reihe kleinerer Infrastrukturverbesserungen eingeleitet. So wurden einige Kurven begradigt, auf einigen Kilometern wurde der Unterbau verstärkt, und einige Bahnübergänge erhielten automatische Sicherungen (Lichtsignalanlagen). Diese Investitionen beliefen sich zusammen auf eine Milliarde Italienische Lire.
Eigens für das erwartete hohe Verkehrsaufkommen während der Spiele wurden außerdem zwei neue Gelenktriebwagen sowie drei Beiwagen angeschafft. In einem der neuen Züge fuhr dann der damalige Staatspräsident Giovanni Gronchi nach Cortina (nachdem er zuvor in Calalzo umgestiegen war), um dort die VII. Olympischen Winterspiele zu eröffnen.

## Stilllegung
Wie bei vielen anderen Bahnen gingen mit dem Aufkommen des Automobils jedoch auch auf der Dolomitenbahn die Fahrgastzahlen stark zurück, auch der kurzzeitige Aufschwung durch die Olympischen Winterspiele konnten daran nichts ändern. Es zerschlug sich somit nach dem Großereignis relativ schnell die Hoffnung, die Bahn mit Hilfe der neuen Fahrzeuge und der verbesserten Infrastruktur doch noch länger am Leben zu erhalten. Gerade die Verbesserungen im Hinblick auf Olympia waren letztendlich ein Nullsummenspiel, denn für das Großereignis wurde seinerzeit auch die Staatsstraße 51 (welche die Bahn auf ihrem kompletten Laufweg begleitete) entsprechend ausgebaut.
Die Dolomitenbahn wurde schließlich in zwei Abschnitten eingestellt, zunächst am 13. März 1962 der traditionell schwächere Nordast Cortina–Toblach, am 17. Mai 1964 dann schließlich auch der Südast Calalzo–Cortina (und damit der Gesamtbetrieb). Den öffentlichen Personentransport haben bis heute Autobusse übernommen.

## Fahrzeuge

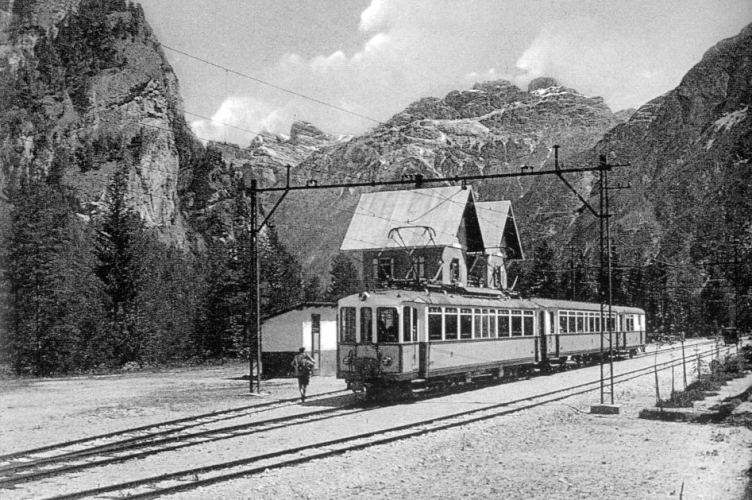
Zug der Dolomitenbahn nach der Elektrifizierung

Bis zur Elektrifizierung kamen auf der Dolomitenbahn ausschließlich Dampflokomotiven zum Einsatz (auf dem österreichischen Abschnitt der Militärfeldbahn anfangs auch Benzinlokomotiven). Zur Aufnahme des planmäßigen elektrischen Betriebs am 1. Juli 1929 wurden schließlich zwei Elektrolokomotiven und sechs Elektrotriebwagen beschafft.
Die modernsten Fahrzeuge der Dolomitenbahn waren später dann die beiden dreiteiligen achtachsigen Gelenktriebwagen ET007 und ET008 (Achsfolge Bo+Bo+Bo+Bo), welche 1955 in Hinblick auf die Olympischen Winterspiele in Cortina beschafft wurden. Diese auch bei der Einstellung der Dolomitenbahn noch nahezu neuwertigen Züge kamen im Jahre 1966 (also zwei Jahre nach der Betriebseinstellung) zur Ferrovia Trento–Malè (FTM), wo sie auf Meterspur umgespurt wurden und noch bis in die 2000er Jahre im planmäßigen Einsatz standen.

## Gegenwart

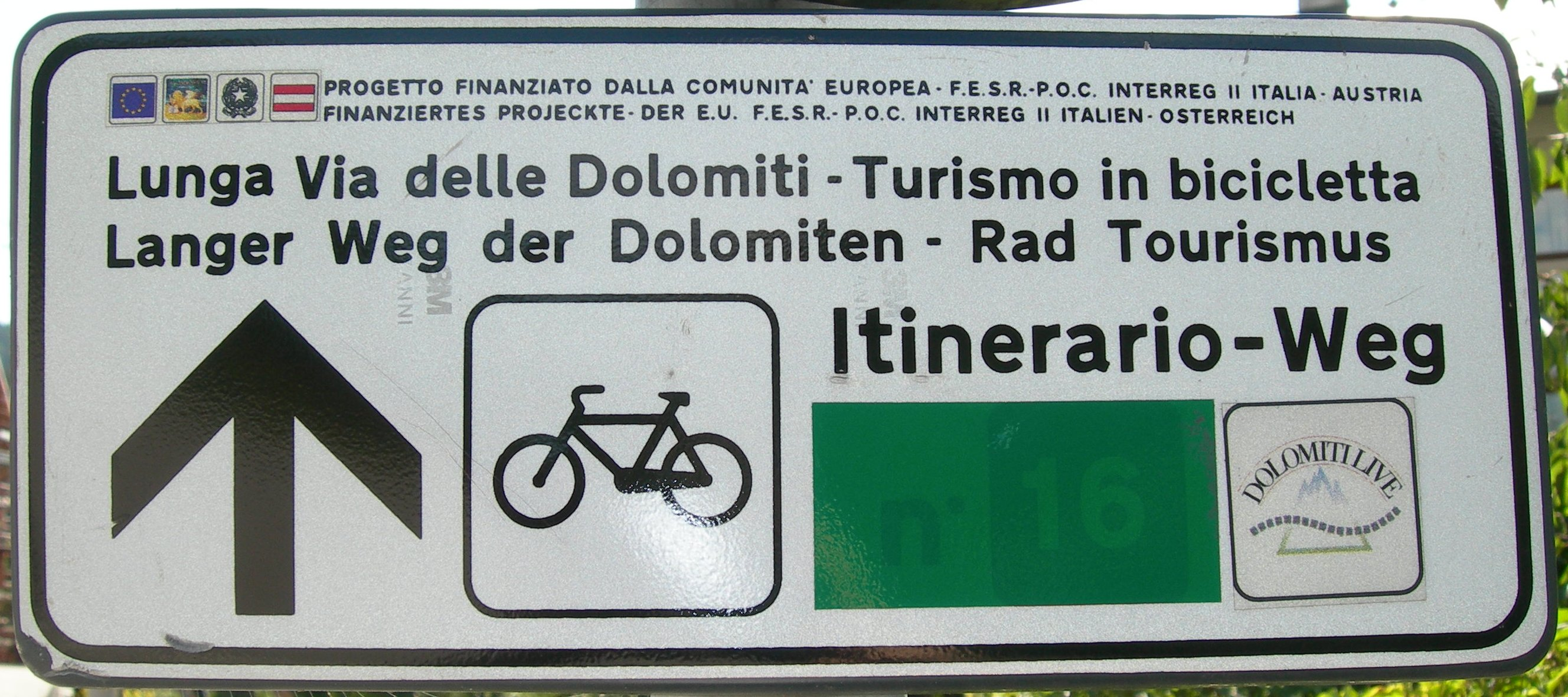
Beschriftung des heutigen Radfernwegs auf der ehemaligen Bahntrasse

Aufgrund ihrer unabhängigen Streckenführung ist die gesamte Trasse der Dolomitenbahn bis heute erhalten geblieben, während die Trassen vergleichbarer Bahnen andernorts vielfach zur Verbreiterung der parallel führenden Straßen genutzt wurden. In jüngerer Zeit erkannte man das touristische Potential der brachliegenden Trasse und richtete deshalb in den vergangenen Jahren auf dem Großteil der nicht mehr benötigten Trasse schrittweise einen übergemeindlichen Rad- und Wanderweg ein. Die zehn komplett erhaltenen Tunnel der Strecke werden dabei mitbenutzt.
Bemerkenswerterweise sind auch nahezu alle Stationsgebäude der Bahn erhalten geblieben. Sie befinden sich heute überwiegend in Privatbesitz, einige stehen jedoch auch leer und verfallen. In Cortina d’Ampezzo dient das ehemalige Bahnhofsgelände darüber hinaus der Gemeinde heute als Busbahnhof, außerdem erinnert die Straßenbezeichnung Via Stazione (italienisch für Bahnhofstraße) bis heute an die frühere Bahnanbindung. In Pieve di Cadore hat sich im ehemaligen Bahnhofsgebäude ein Hotel mit Restaurant etabliert.
Im Winter dient der Nordabschnitt Toblach–Cortina als gespurte Langlaufloipe, wobei in den beiden Tunneln dieses Teilstücks eine künstliche Schneeschicht aufgetragen wird. Seit 1977 wird auf dieser Strecke jeweils am ersten Wochenende im Februar der Volkslanglauf Toblach–Cortina durchgeführt.

## Wiederaufbauplanungen als Normalspurbahn
In der Vergangenheit wurde immer wieder in Erwägung gezogen, die Dolomitenbahn als Normalspurbahn wiederzueröffnen. So erklärte sich beispielsweise die Verwaltung der Trenitalia Anfang 1999 bereit, die Wiederherstellung der gesamten Dolomitenbahn zu finanzieren. Die Kosten für die Wiederherstellung der Strecke wurden laut einer damaligen Studie auf insgesamt 270 Milliarden Lire (ca. 140 Mio. €) geschätzt. Am 13. Februar 2016 verlautete die Südtiroler Landesregierung den Abschluss einer Vereinbarung mit der Region Venetien über eine Machbarkeitsstudie zur Herstellung einer Bahnverbindung Pustertal–Cadore. In der entsprechenden Studie wurden die erwartbaren Kosten jedoch derart hoch veranschlagt, dass weitergehende Bemühungen eingestellt wurden.

## Bildergalerie

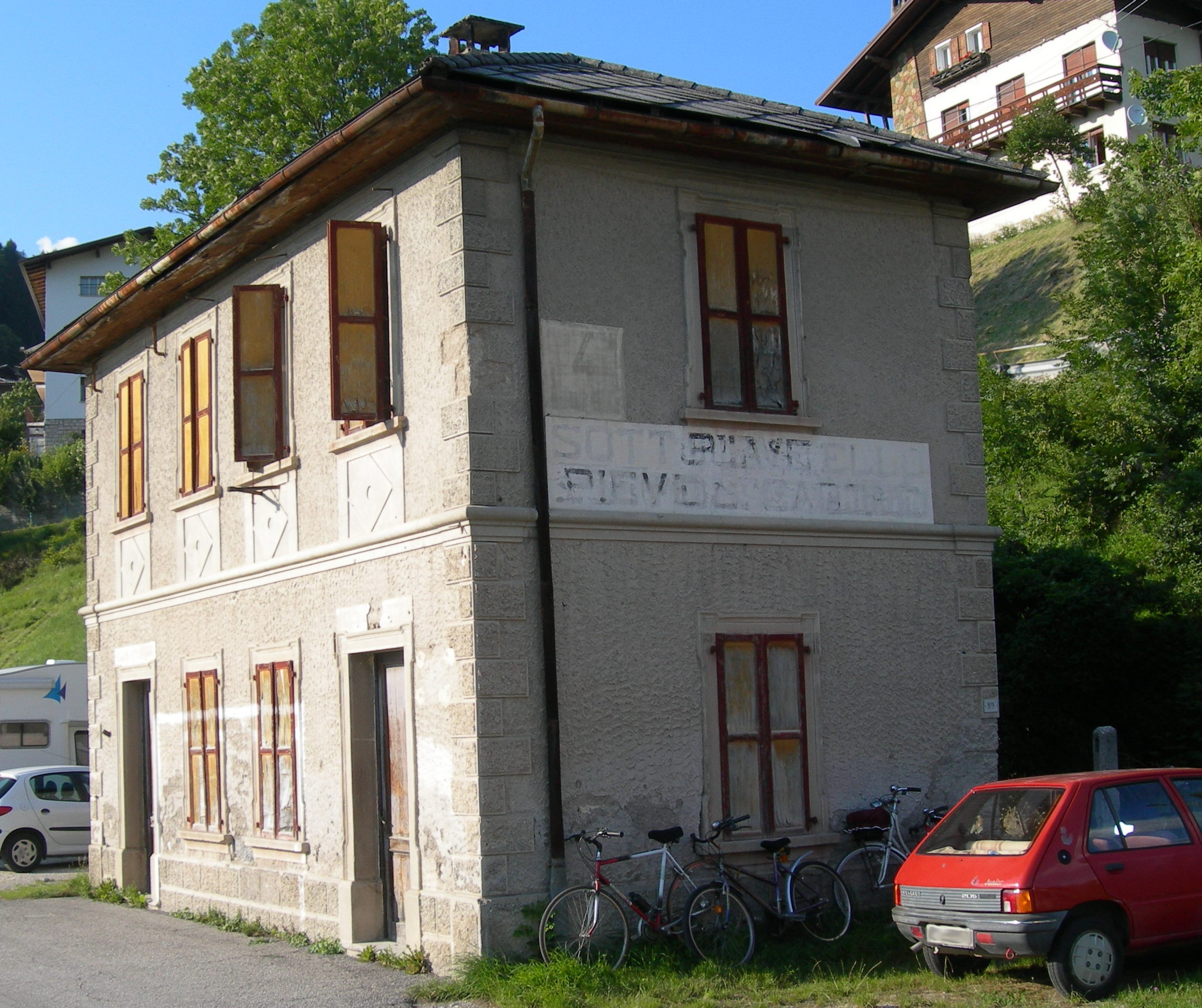
Ehemaliger Bahnhof Sottocastello, zeitweise auch als Pieve di Cadore bezeichnet. Links über dem Stationsnamen ist außerdem noch die Kilometerangabe 4,573 erkennbar.
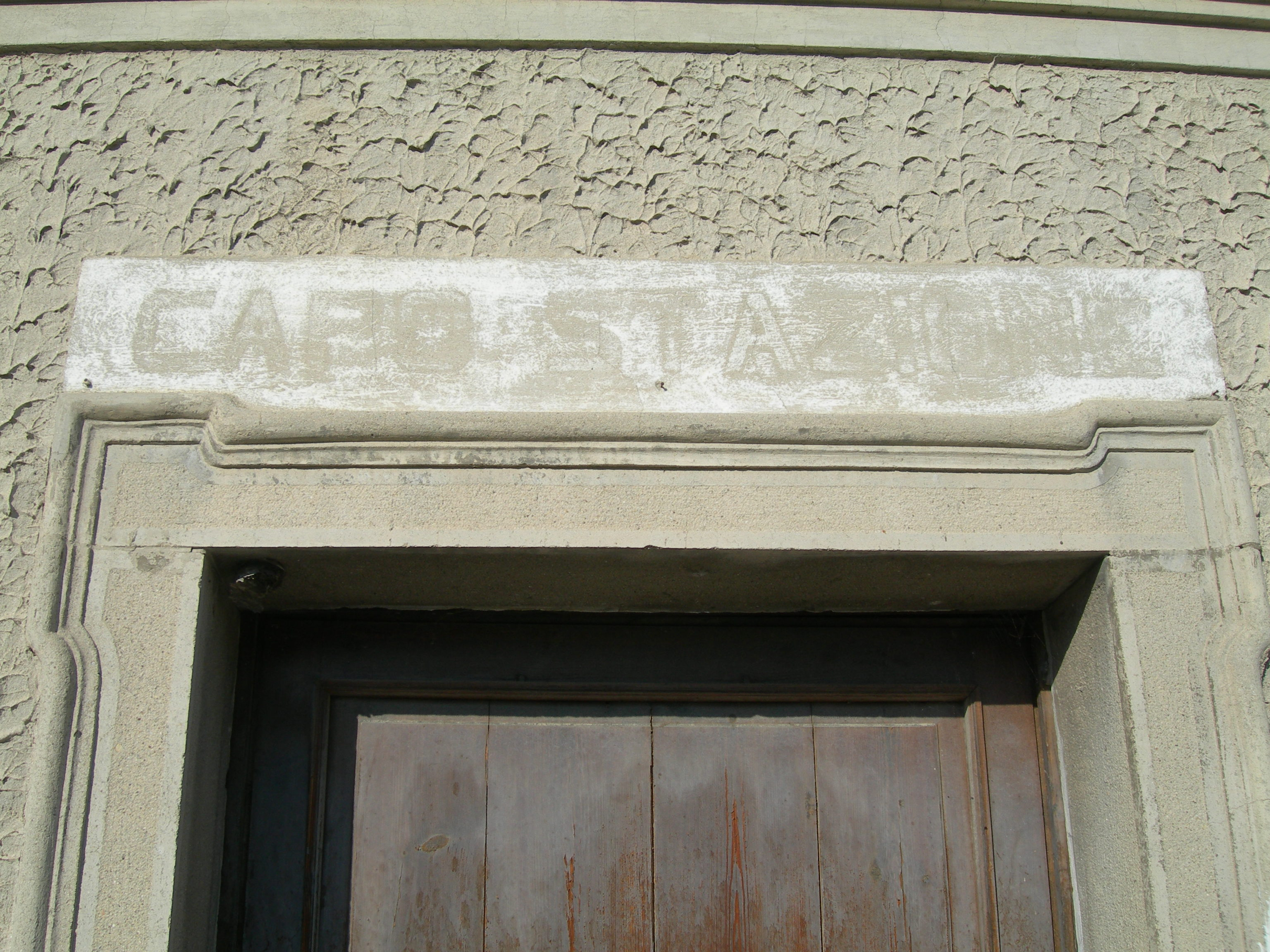
Sottocastello, capo stazione („Bahnhofsvorsteher“)
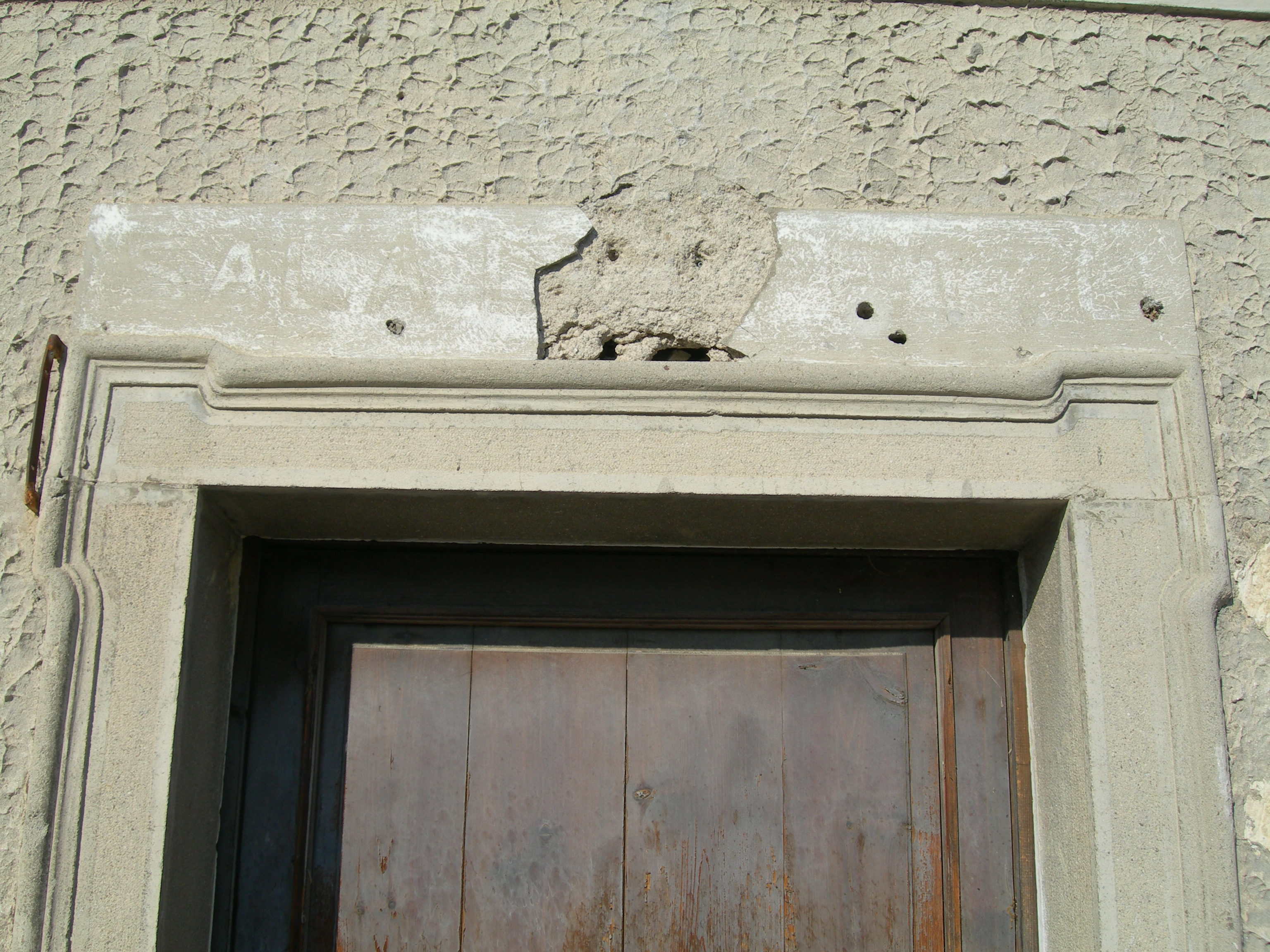
Sottocastello, sala d’aspetto („Wartesaal“)
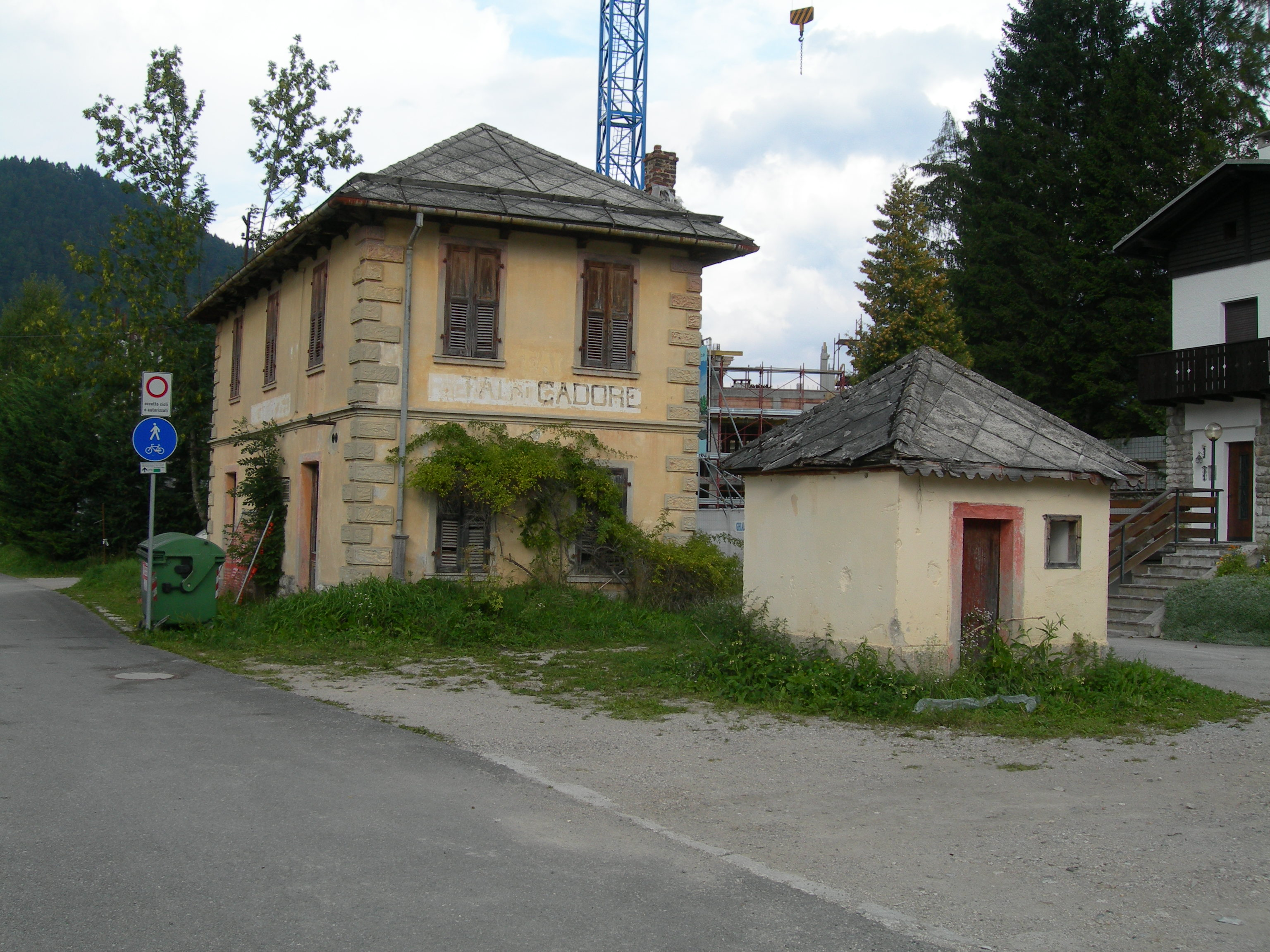
Bahnhof Tai di Cadore (Kilometer 5,738) mit separatem Toilettengebäude im Vordergrund, die Bahnlinie verlief links vom Stationsgebäude
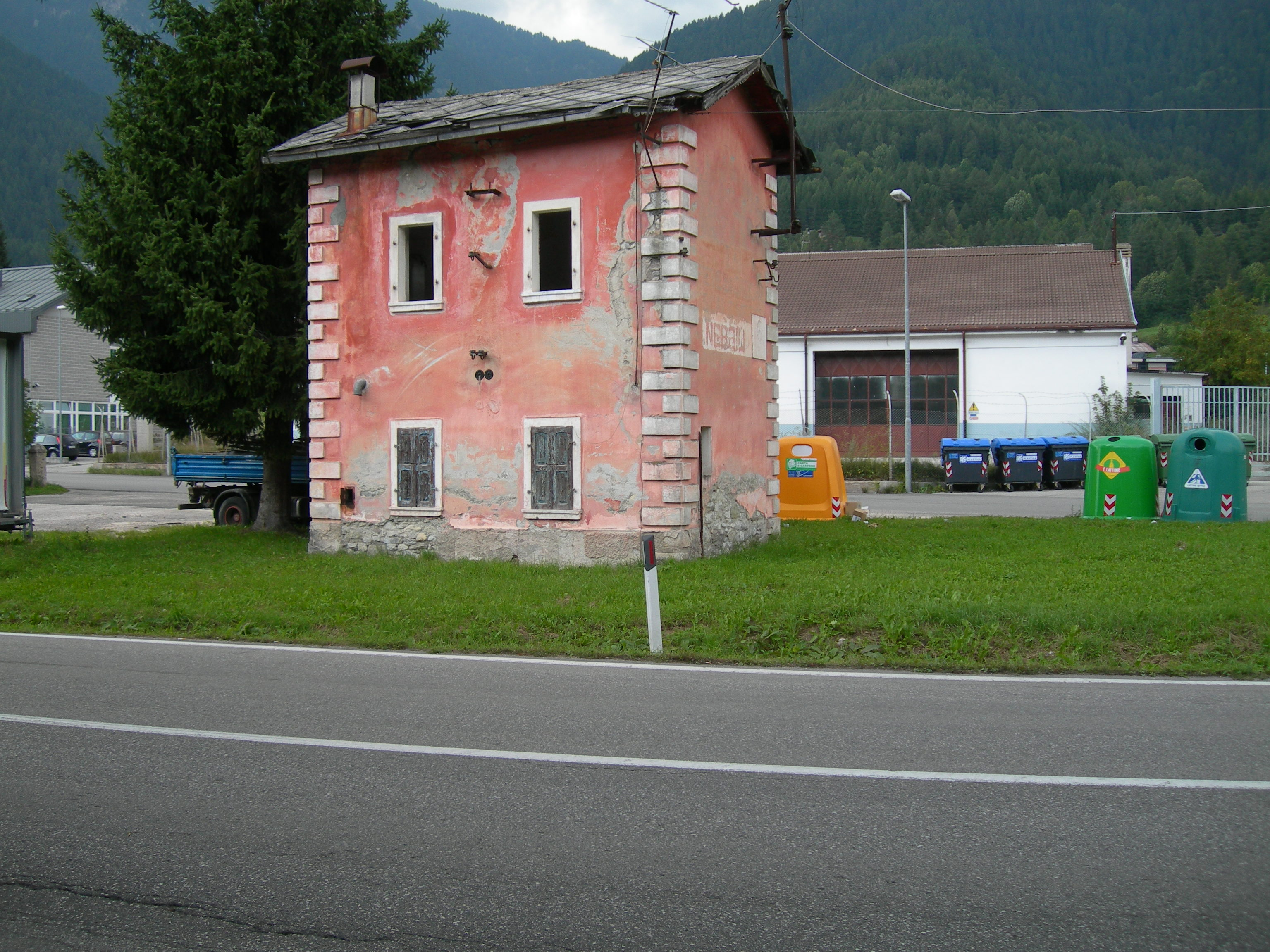
Ehemaliger Bahnhof Nebbiù (Kilometer 6,755).
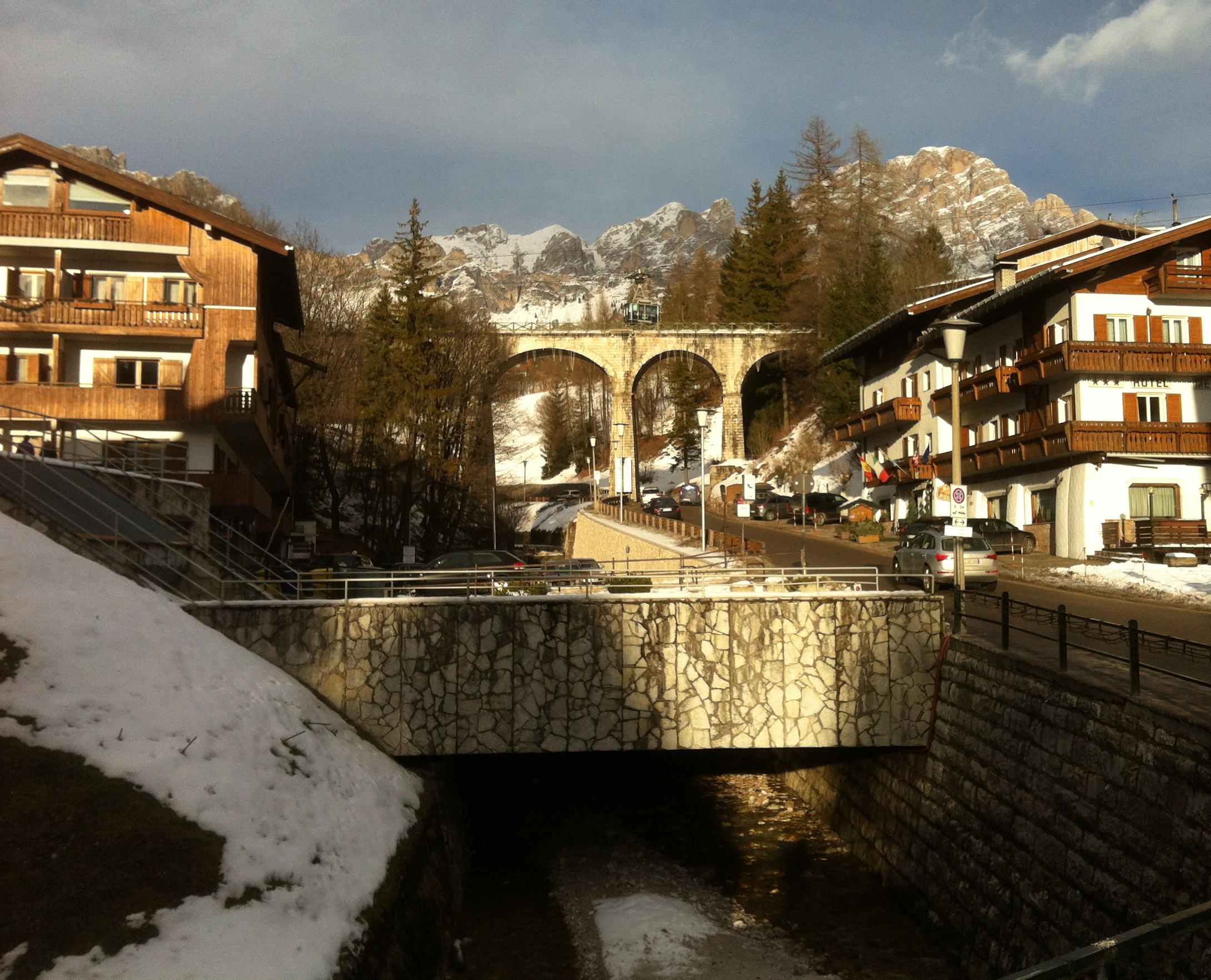
Viadukt in Cortina vor dem Bahnhof.
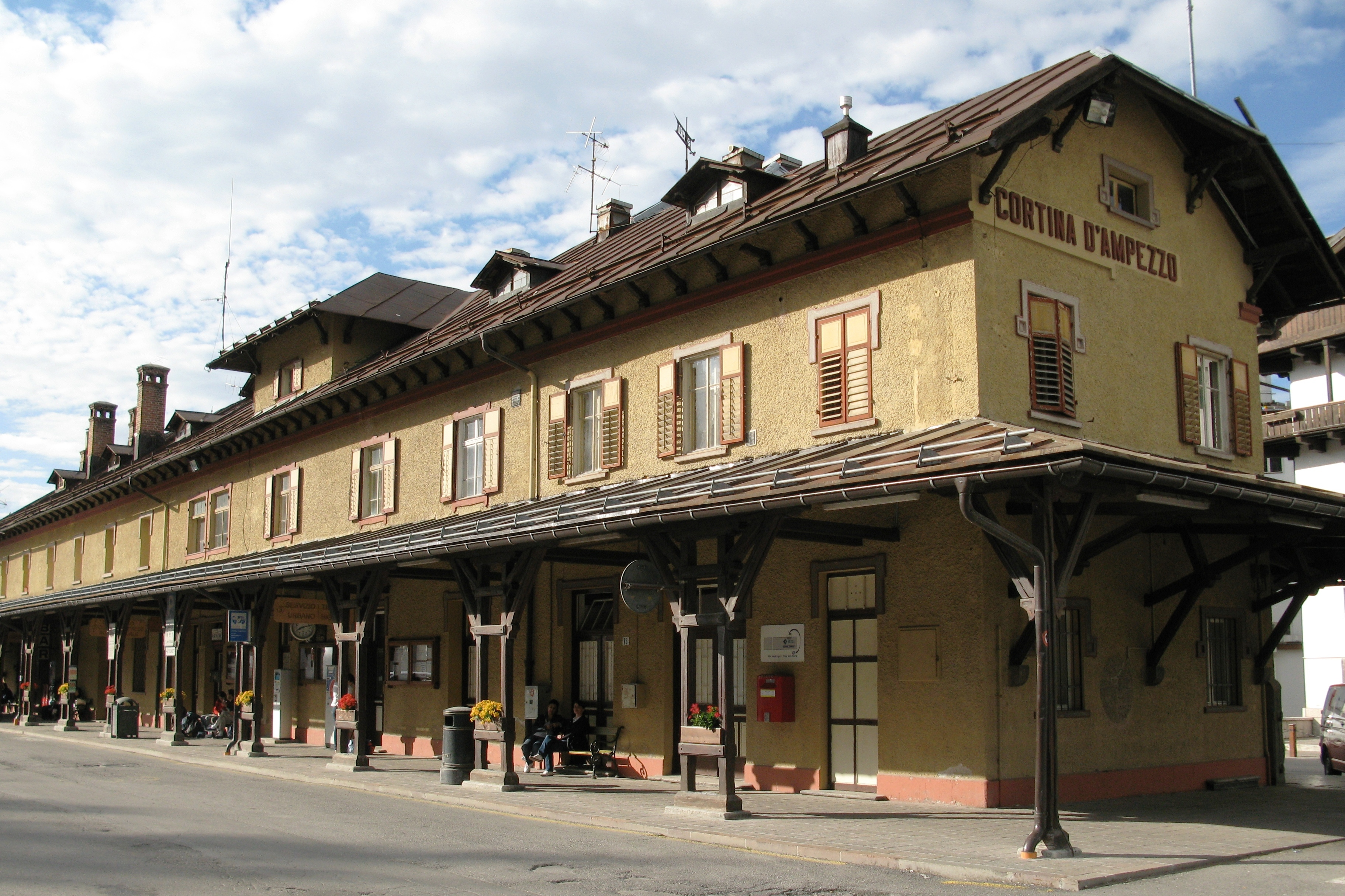
Bahnhof Cortina d'Ampezzo (Kilometer  35,576).
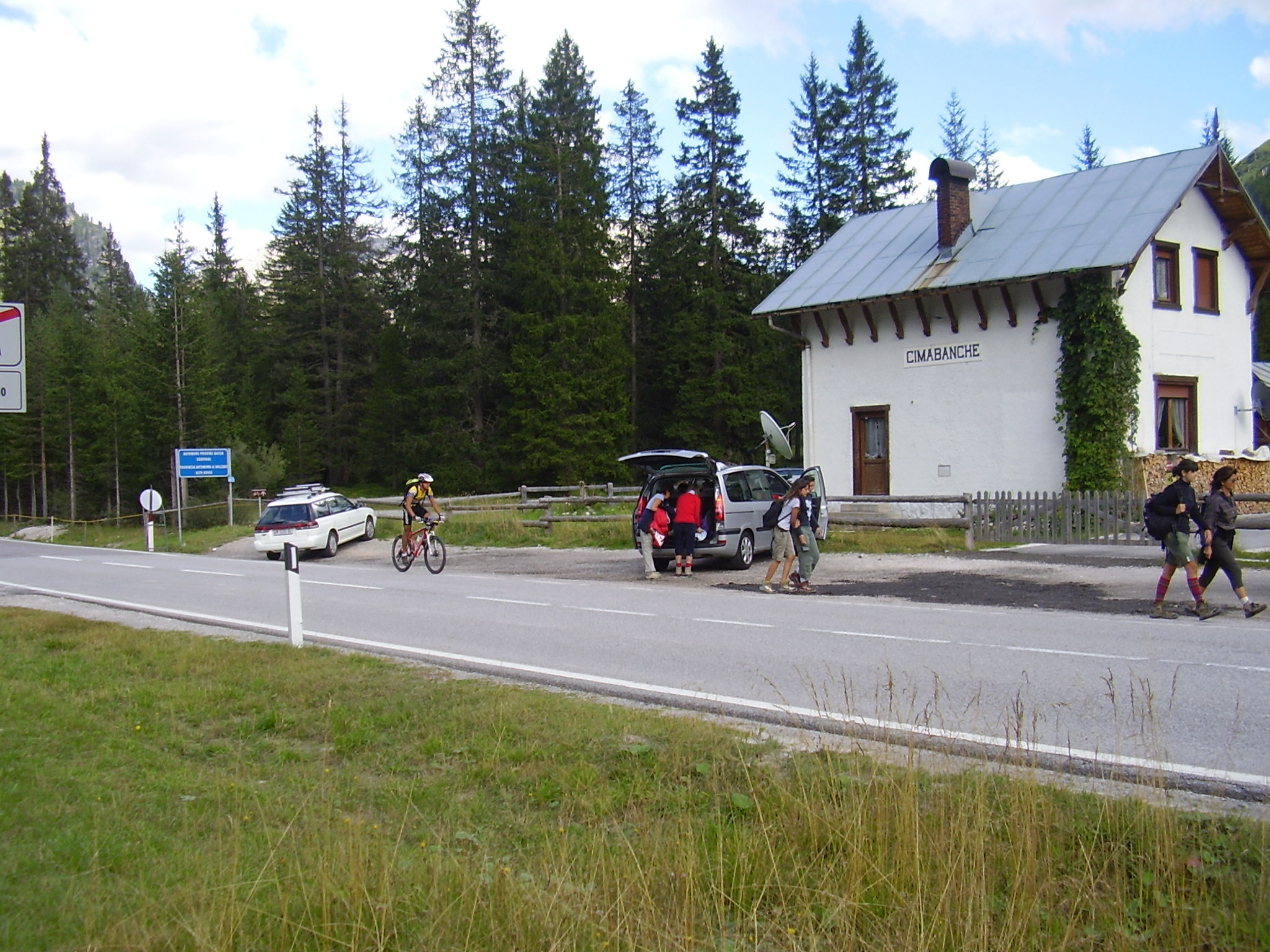
Bahnhof Cimabanche (Kilometer 48,816) auf gleichnamiger Passhöhe (Passo Cimabanche, Im Gemärk).
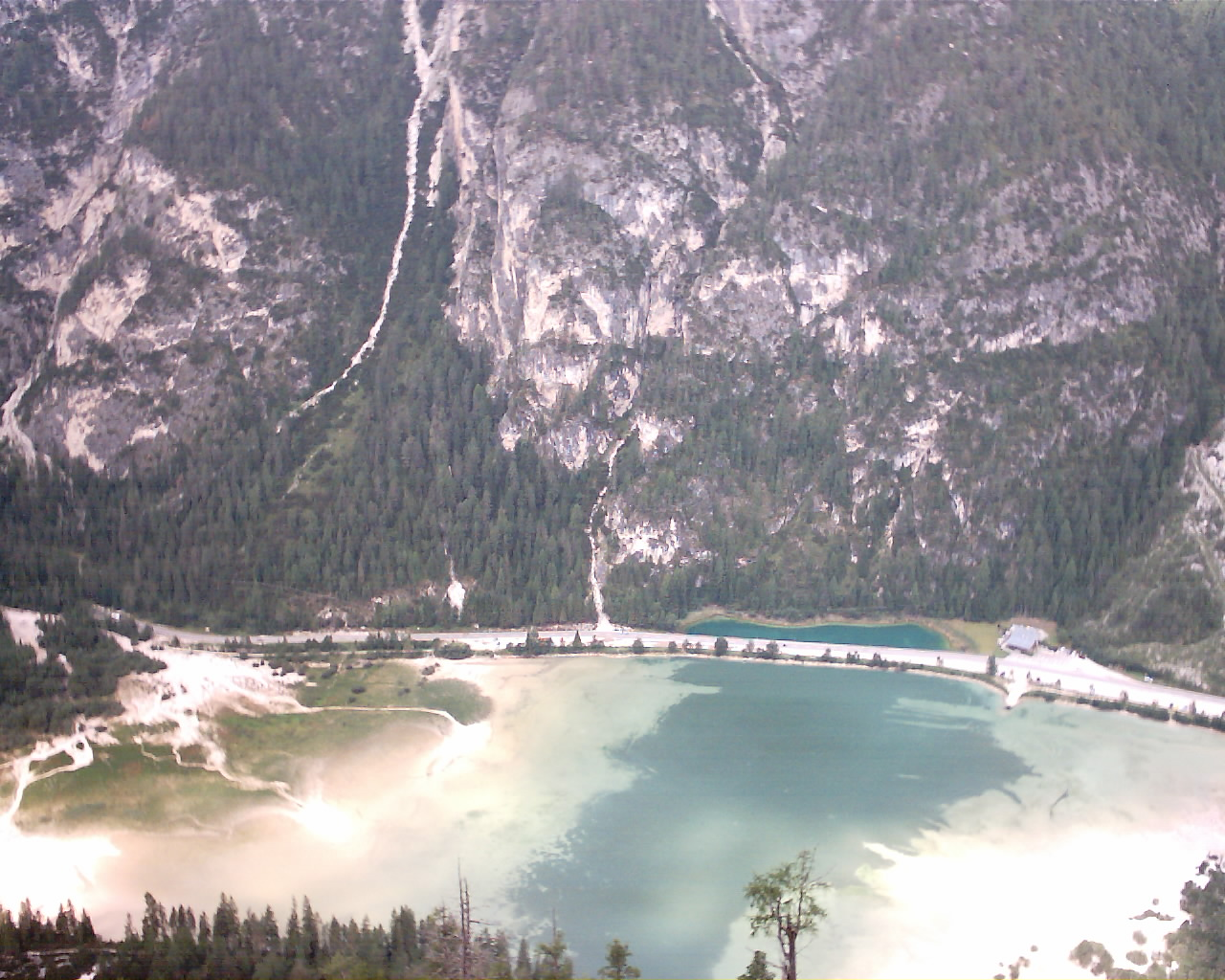
Zwischen Höhlenstein und Schluderbach: Überquerung des Dürrensee auf gemeinsamer Brücke mit Staatsstraße
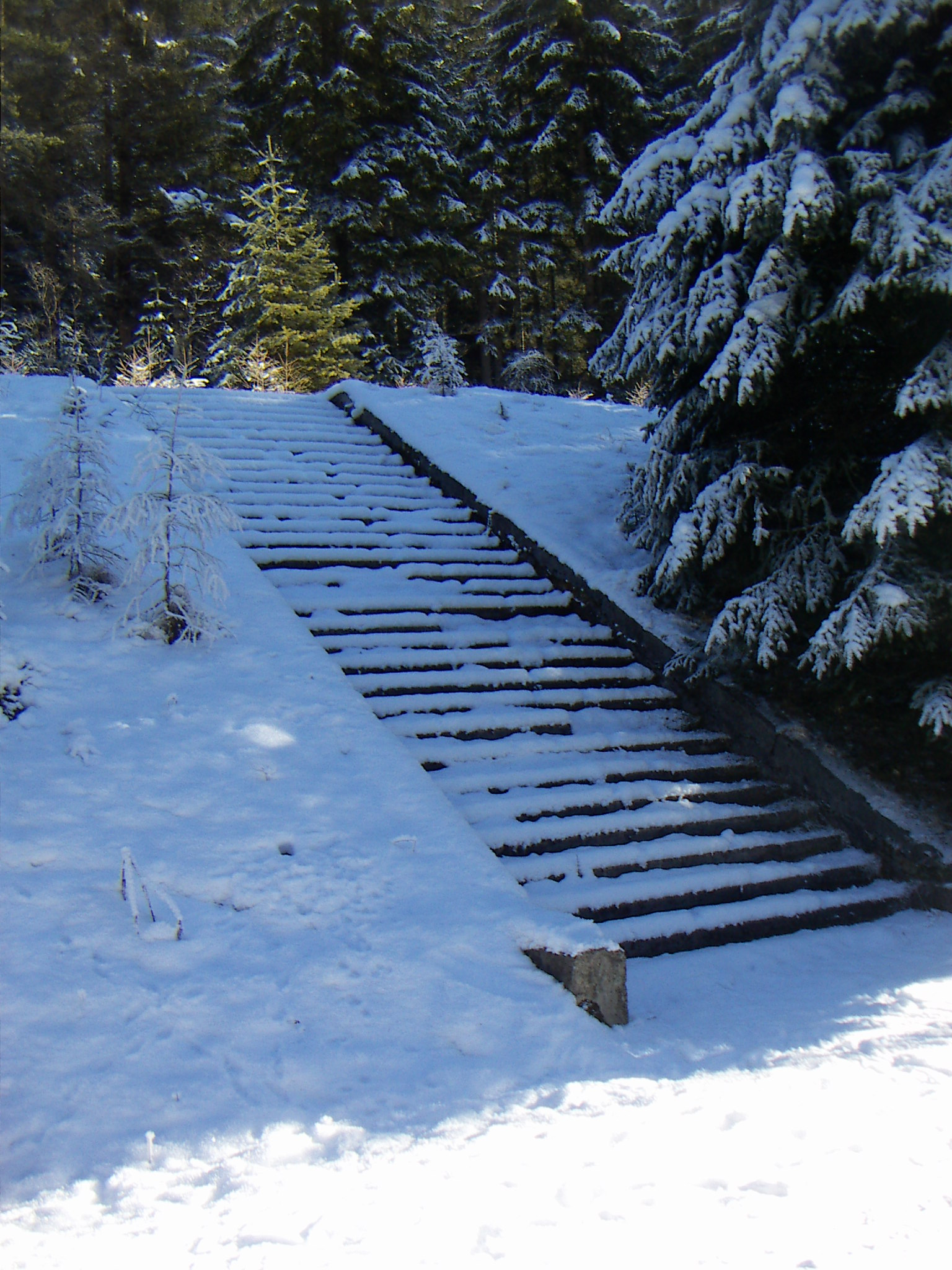
Bahnsteigzugang zum früheren Haltepunkt Toblacher See (Kilometer 61,903)
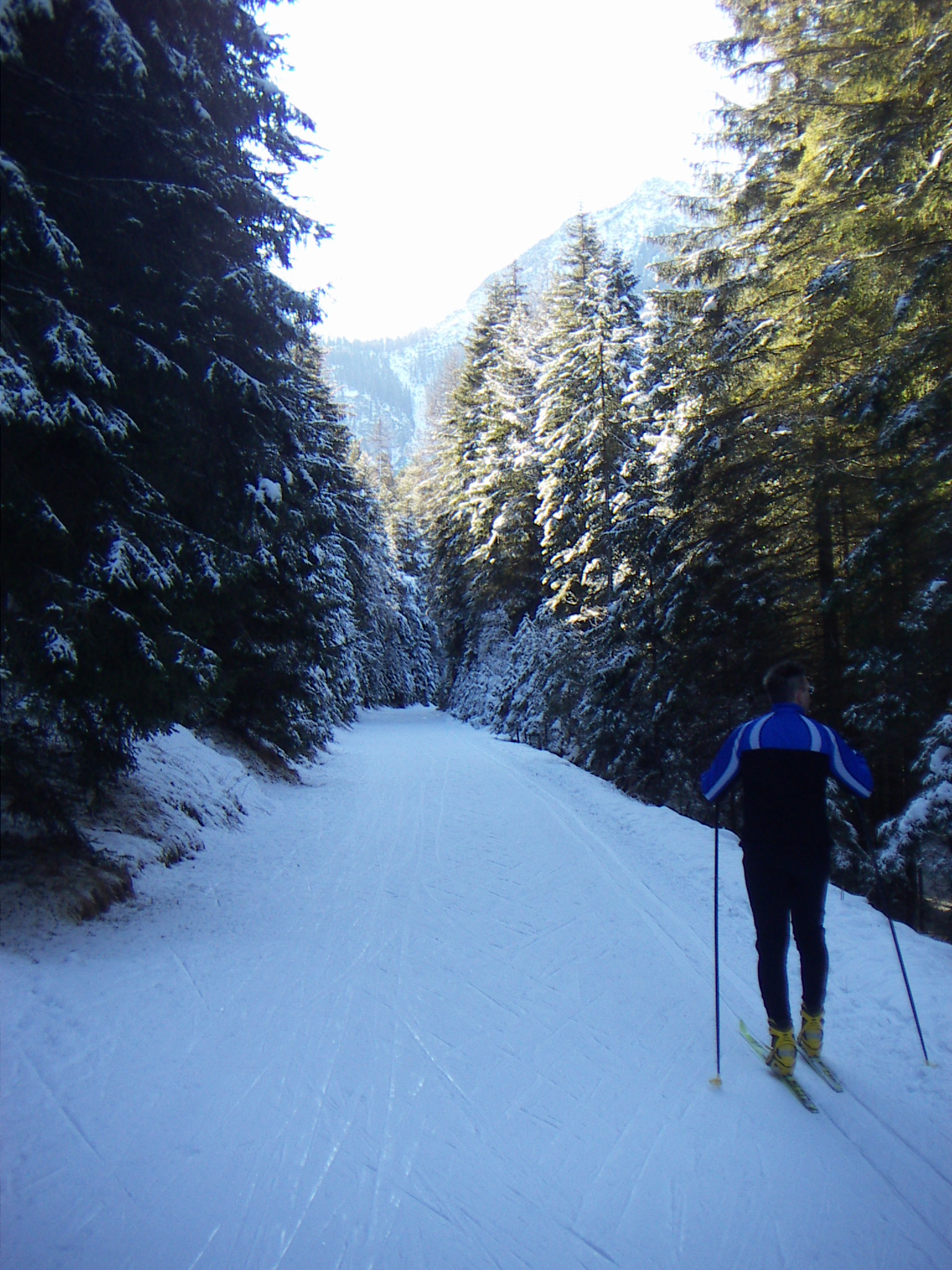
Im Winter dient der nördliche Teil der Strecke (Cortina–Toblach) als Langlaufloipe, hier bei Toblach
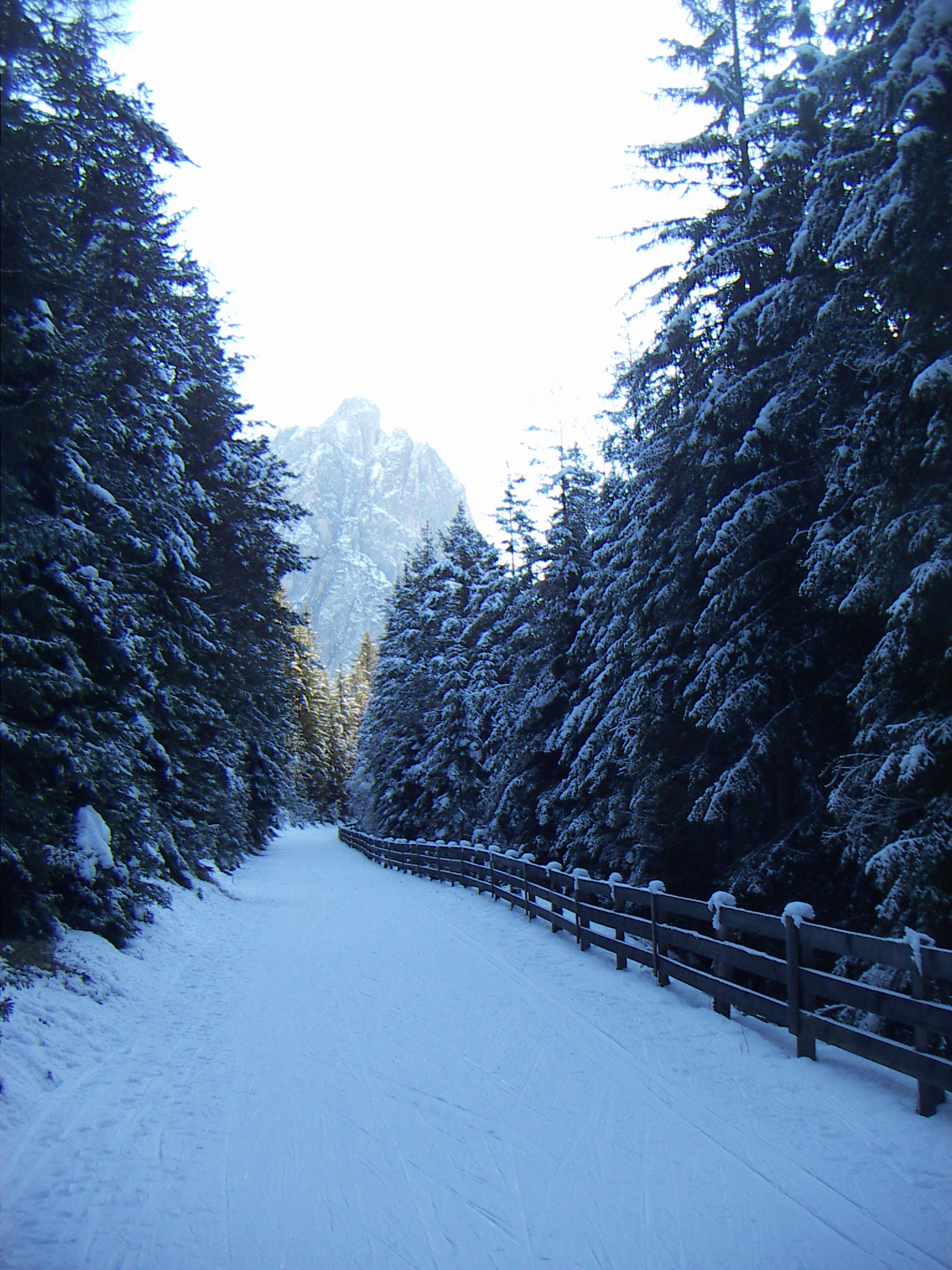
Loipe bei Toblach, Blick in die Gegenrichtung